# 소태보
소태보(邵台輔, 1034년~1104년)는 고려의 문신이다. 숙종 때 문하시중(門下侍中)을 역임했다. 시호는 충겸(忠謙)이다.

## 역사
고려 문종(文宗) 때 호부시랑(戶部侍郞)을 거쳐 선종(宣宗) 때 형부상서(刑部尙書) 서북면병마사(西北面兵馬使) 이부상서(吏部尙書) 좌복야(左僕射)가 되었다. 1094년에 헌종(獻宗)이 즉위하자 문하시랑평장사(門下侍郎平章事) 상주국(上柱國)이 되었다. 1095년 이자의(李資義)가 반란하려 하자 소태보는 왕국모(王國髦)를 시켜 군사를 거느리고 대궐로 들어가 왕을 호위하게 하고, 장사(壯士) 고의화(高義和)를 시켜 이자의 일당을 주살하였다. 그 공으로 권판이부사(權判吏部事)가 되었다가 수사도(守司徒)·판이부사(判吏部事)로 특진했다.
1103년(숙종 8) 나이가 70이므로 퇴관할 것을 청하였으나 재능이 뛰어나고 군사에 밝으며 아직 정신기력이 강건하다 하여 궤장(几杖)이 하사되고 수태부 판호부 서경유수사(守太傅判戶部西京留守事)가 되었다. 이어 문하시중(門下侍中)으로 치사하였다. 수태사(守太師)에 오르고 체협공신(禘祫功臣)으로 책록되었다. 시호는 충겸(忠謙)이다. 숙종의 묘정(廟廷)에 배향되었다.